# Davidi Kitai
Davidi Jacob Kitai (* 28. September 1979 in Antwerpen) ist ein professioneller belgischer Pokerspieler.
Kitai hat sich mit Poker bei Live-Turnieren knapp 11 Millionen US-Dollar erspielt und ist damit der erfolgreichste belgische Pokerspieler. Er ist dreifacher Braceletgewinner der World Series of Poker und gewann je einmal das Main Event der World Poker Tour sowie das Main Event der European Poker Tour. Damit ist er einer von neun Pokerspielern, die die sogenannte Triple Crown vollendet haben.

## Persönliches
Kitai lebt in Brüssel. Er ist seit September 2017 verheiratet und wurde im August 2018 Vater einer Tochter.

## Pokerkarriere

### Werdegang
Kitai wird von der Onlinepokerplattform Winamax gesponsert, bei der er unter dem Nickname Kitbul spielt.
Seine erste Geldplatzierung bei einem Live-Turnier erzielte Kitai im September 2006 bei der European Poker Tour (EPT) in Barcelona. Im Juli 2007 war er erstmals bei der World Series of Poker (WSOP) im Rio All-Suite Hotel and Casino am Las Vegas Strip erfolgreich und erreichte im Main Event die Geldränge. Ein Jahr später gewann er bei der WSOP 2008 ein Turnier der Variante Pot Limit Hold’em und damit als erster belgischer Spieler ein Bracelet. Sein bis dahin größtes Preisgeld sicherte sich Kitai im September 2008 mit dem dritten Platz beim Main Event der EPT in Barcelona, der ihm 455.000 Euro einbrachte. Im Februar 2011 siegte er beim Celebrity Invitational der World Poker Tour (WPT) in Los Angeles und erhielt eine Siegprämie von 100.000 US-Dollar. Beim Main Event der EPT Berlin sicherte sich Kitai Mitte April 2012 den Titel und gewann den Hauptpreis von 712.000 Euro. Mit seinem Sieg avancierte er zum fünften Spieler, der sich Turniertitel bei allen drei großen Turnierserien WSOP, WPT und EPT sicherte. Diese Leistung wird als Triple Crown bezeichnet und wurde mittlerweile von neun Pokerspielern erreicht. Bei der WSOP 2013 sicherte sich Kitai sein zweites Bracelet und gewann ein Turnier mit einer Siegprämie von rund 225.000 US-Dollar. Anfang Mai 2014 wurde er beim EPT High Roller in Monte-Carlo Dritter für ein Preisgeld von 526.400 Euro. Bei der World Series of Poker gewann Kitai im Juni 2014 erneut ein Event und sicherte sich sein drittes Bracelet sowie über 500.000 US-Dollar mit dem Sieg bei einem Turnier in No Limit Hold’em. Anfang November 2015 spielte Kitai bei der Asia Championship of Poker in Macau und erreichte bei zwei Turnieren den Finaltisch für Preisgelder von umgerechnet mehr als 500.000 US-Dollar. Bei der Ende Oktober 2015 in Berlin ausgespielten World Series of Poker Europe belegte Kitai beim High-Roller-Event den zweiten Platz hinter Jonathan Duhamel für knapp 350.000 Euro Preisgeld. Bei der WSOP 2016 wurde Kitai bei der Weltmeisterschaft in Six Handed No Limit Hold’em Zweiter und erhielt dafür mehr als 400.000 US-Dollar. Von April bis November 2016 spielte er als Teil der Paris Aviators in der Global Poker League, verpasste mit seinem Team jedoch die Playoffs. Im April 2018 gewann er ein €25k Super High Roller der partypoker Millions in Barcelona mit einer Siegprämie von 700.000 Euro und erreichte nur wenige Tage später auch beim Main Event den Finaltisch. Dort wurde Kitai Siebter für weitere 325.000 Euro Preisgeld.

### Preisgeldübersicht
Mit erspielten Preisgeldern von knapp 11 Millionen US-Dollar ist Kitai der erfolgreichste belgische Pokerspieler.
| Jahr   | Preisgeld (in $) | Turniersiege |
| ------ | ---------------- | ------------ |
| 2006   | 42.612           | 1            |
| 2007   | 97.548           | 0            |
| 2008   | 1.041.356        | 1            |
| 2009   | 209.536          | 0            |
| 2010   | 89.113           | 0            |
| 2011   | 283.225          | 1            |
| 2012   | 1.161.004        | 2            |
| 2013   | 547.683          | 2            |
| 2014   | 2.358.784        | 2            |
| 2015   | 913.960          | 1            |
| 2016   | 921.016          | 0            |
| 2017   | 429.996          | 0            |
| 2018   | 1.650.588        | 2            |
| 2019   | 397.115          | 0            |
| 2020   | 6.646            | 0            |
| 2021   | 7.380            | 0            |
| 2022   | 557.107          | 1            |
| 2023   | 250.180          | 0            |
| gesamt | 10.964.849       | 13           |

### Braceletübersicht

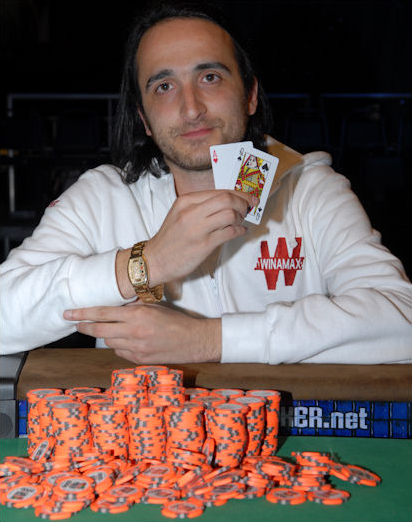
Kitai bei der WSOP 2008

Kitai kam bei der WSOP 61-mal ins Geld und gewann drei Bracelets:
| Jahr | Buy-in (in $) | Turnier                     | Teilnehmer | Preisgeld (in $) |
| ---- | ------------- | --------------------------- | ---------- | ---------------- |
| 2008 | 2000          | Pot-Limit Hold’em           | 605        | 244.583          |
| 2013 | 5000          | Pot-Limit Hold’em           | 195        | 224.560          |
| 2014 | 3000          | No-Limit Hold’em Six Handed | 810        | 508.640          |